# Pseudacteon formicarum
Pseudacteon formicarum là một loài ruồi thuộc họ ruồi lưng gù phorid, loài ruồi này được tìm thấy tại châu Âu. Pseudacteon formicarum có kích thước cơ thể dài từ 1 đến 3 mm và chỉ săn con mồi có hình dạng lớn hơn. Loài ruồi này nổi tiếng với hành vi trừ khử kiến trong đó bao gồm hành động cắt đầu con mồi.

## Ký sinh trên thân kiến
Ban đầu, ruồi sẽ đẻ trứng trên thân kiến. Trứng nở ra và di chuyển lên phần đầu, ăn dần các bó cơ lớn chịu trách nhiệm hoạt động đóng mở hàm kiến. Loài ký sinh này còn có thể chui vào não kiến, khiến con mồi lâm vào tình trạng lang thang không định hướng trong hai tuần.
Cuối cùng, đầu kiến bị cắt lìa, sau khi nhộng ruồi phân hủy lớp màng nối phần đầu với thân. Con nhộng tiếp tục chiếm cứ phần đầu và làm tổ trong vòng hai tuần tiếp theo, trước khi phát triển thành ruồi trưởng thành.